# NGC 997
NGC 997 ist eine elliptische Galaxie vom Hubble-Typ E im Sternbild Walfisch. Sie ist schätzungsweise 292 Millionen Lichtjahre von der Milchstraße entfernt. Nach Lage der Daten bildet sie gemeinsam mit PGC 200205 ein gravitativ gebundenes Galaxienpaar.
Das Objekt wurde am 10. November 1863 von Albert Marth mithilfe eines 48-Zoll-Teleskops entdeckt.